# Родосская митрополия
Ро́досская митропо́лия (греч. Ιερά Μητρόπολη Ρόδου) — епархия Константинопольской православной церкви на территории острова Родос и прилегающих к нему мелких островов.

## История

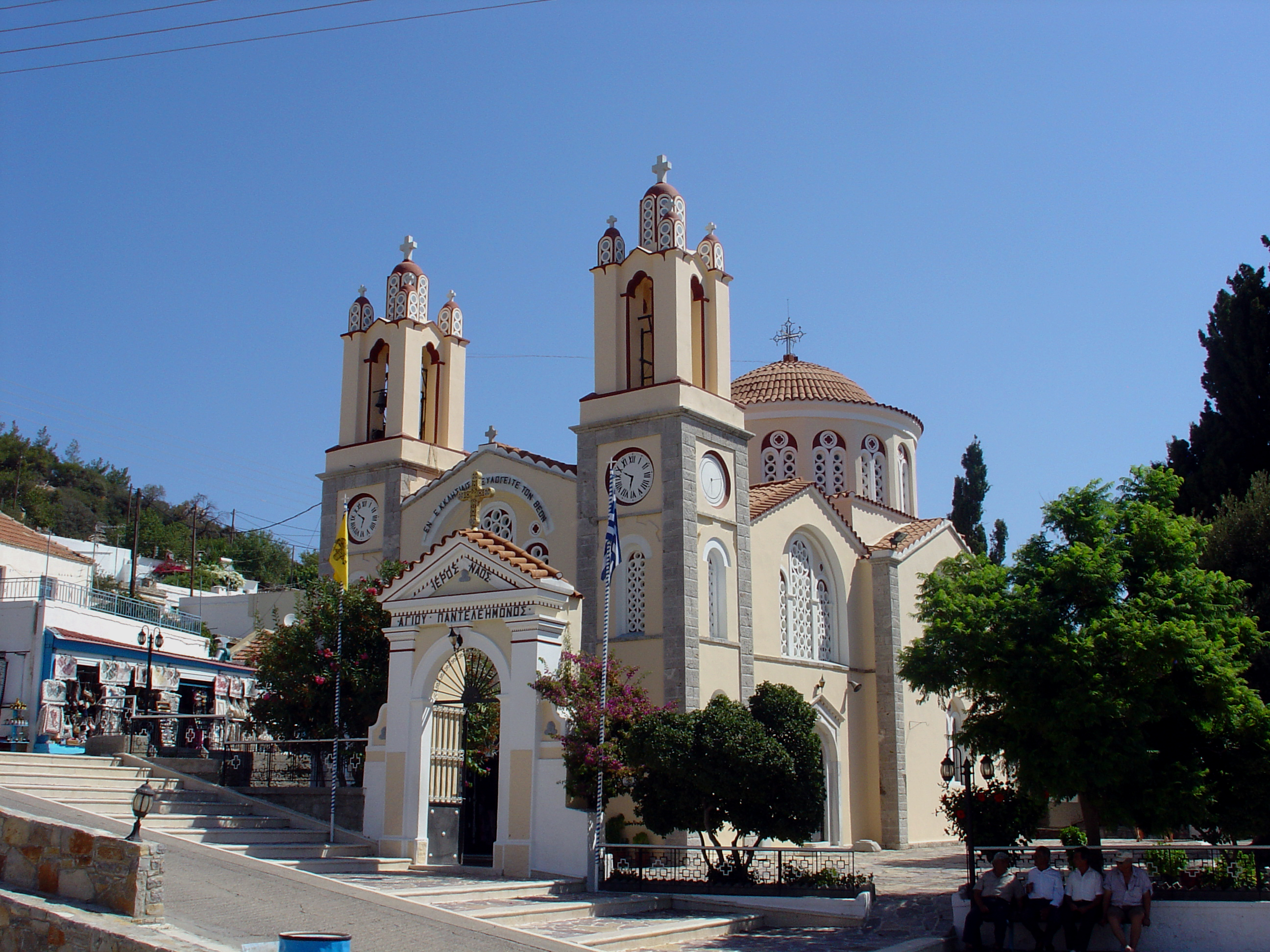
Церковь святого Пантелеимоне в Сиане

Родосская епархия была основана в 325 году и первоначально находилась в подчинении Эфесской епархии. В 451 году подчинена Константинопольской патриархии.
В VII век митрополия имела 11 подчинённых епископий, но их число постепенно уменьшалось и в XIV век не осталось ни одной.
После османского завоевания была восстановлена Лернийская епископия, которая в 1888 году стала самостоятельной митрополией.

## Епископы
- Прохор (Псевдопрохор) (I век)
- Фотин (284—305)
- Евфросин (Евфрантор) (305—325?)
- Еланодик (431 — ?)
- Иоанн I (449—454)
- Агапит (455—459)
- Исаия (513—528)
- Феодосий I (553 — ?)
- Исидор (680—681)
- Леон I (783—801)
- Феофан (814—832)
- Нил I (833 — ?)
- Михаил (858)
- Леонтий (858—868)
- Михаил (868—879)
- Леонтий (879)
- Феодор (997 — ?)
- Иоанн II (1070—1100)
- Никифор (1147—1156)
- имя неизвестно (1156—1166)
- Леон II (1166 — ?)
- Иоанн III (1166)
- Феодул (1256—1274)
- Георгий (упом. 1256)
- имя неизвестно (1274 — ?)
- Иоанн IV (1350—1355)
- Нил II Διασσωριανός, Διασσωρινός (1355—1369)
- имя неизвестно (1393 — ?)
- Андрей (1432—1437)
- Нафанаил (1437—1439)
- Макарий (1450—1455)
- Нил III (1455—1470)
- Митрофан I (1471—1498)
- Митрофан II (1498—1511)
- Иеремия I (1511—1522)
- Климент (1522—1523)
- Евфимий (1524—1525?)
- Феодосий II (1541—1548)
- Никандр (упом. 1581)
- Каллист (1576—1594)
- Паисий I Агиапостолит (1597—1603)
- Иеремия II (1603 — март 1604)
- Филофей II (1604—1610)
- Игнатий II (1610—1612)
- Пахомий (1612—1637)
- Мелетий I (1637—1639)
- Паисий II (1639—1643)
- Мелетий II (1643—1651)
- Григорий (1651—1652)
- Нафанаил II (1652—1655)
- Иоаким I (1656—1676)
- Парфений (1676—1691)
- Константий Μυτιληναίος (1692—1702)
- Игнатий III (1702—1722)
- Неофит (1722—1733)
- Иеремия ΙΙΙ Πάτμιος (1733—1758)
- Каллиник I Καλλίνικος, ο Βερροιαίος (1758—1792)
- Агапий (1792—1827)
- Паисий (Андриос) (июнь 1827 — апрель 1829)
- Паисий (Камбанис) (май 1832 — март 1836)
- Каллиник (Калудзос) (март 1836 — август 1839)
- Иаков (Патмиос) (август 1839 — 6 февраля 1856)
- Игнатий (Василиадис) (6 февраля 1856 — февраль 1861)
- Кирилл (Пападакис) (26 февраля — 26 октября 1861)
- Дорофей (Прасинос) (11 января 1862 — 3 апреля 1865)
- Синезий (15 апреля 1865 — февраля 1876)
- Герман (Кавакопулос) (19 февраля 1876 — 8 февраля 1888)
- Григорий (Продрому) (17 март 1888 — 1 июня 1893)
- Константин (Хадзимарку) (1 июня 1893 — 18 января 1900)
- Иерофей (Димитриадис) (3 февраля — август 1900)
- Иоаким (Валасиадис) (7 септября 1900 — 13 марта 1910)
- Герасим (Танталидис) (13 марта 1910 — 26 января 1912)
- Вениамин (Псомас) (30 января 1912 — 11 июня 1913)
- Апостол (Трифонос) (30 апреля 1924 — 6 июня 1946)
- Тимофей (Евангелинидис) (16 января 1947 — 7 июня 1949, 20 сентября 1949 — 6 октября 1949)
- Спиридон (Синодинос) (25 января 1951 — 29 апреля 1988)
- Апостол (Димелис) (5 мая 1988 — 20 апреля 2004)
- Кирилл (Койеракис) (с 25 апреля 2004)